# برايان أبوت
برايان أبوت (بالإنجليزية: Brian Abbot)‏ هو ممثل أسترالي، ولد في 1911، وتوفي في 1936.

## وصلات خارجية
- برايان أبوت على موقع IMDb (الإنجليزية)
- برايان أبوت على موقع قاعدة بيانات الفيلم (الإنجليزية)